# プロイセン自由州

プロイセン自由州
Freistaat Preußen (ドイツ語)

国の標語: Gott mit uns（ドイツ語）
神は我らと共に
1928年のプロイセン自由州

1. 

プロイセン自由州（ドイツ語: Freistaat Preußen、プロイセン自由国）もしくはプロイセン州は、かつてヴァイマル共和政時代とナチス・ドイツ時代のドイツ国に存在した州。

## 概要
第一次世界大戦末期のドイツ革命でプロイセン王国が解体された後、旧王国はプロイセン州へと移行した。プロイセン州は当時のドイツの国土と人口の過半数を占め、ドイツで最も主要な州であった。州都はドイツ全体の首都でもあるベルリン。
第二次世界大戦後の連合軍占領期に廃止が命令された。西ドイツや東ドイツ、現在の統一ドイツには後継も存在しない州である。地域としては
- ドイツのブランデンブルク州およびベルリン市（市が州の中にあるがそれぞれ独立した連邦州扱い）、ザクセン＝アンハルト州、メクレンブルク＝フォアポンメルン州、シュレースヴィヒ＝ホルシュタイン州、ニーダーザクセン州、ノルトライン＝ヴェストファーレン州、ラインラント＝プファルツ州、バーデン＝ヴュルテンベルク州
- ポーランドのヴァルミア＝マズールィ県、西ポモージェ県、ルブシュ県、ドルヌィ・シロンスク県、オポーレ県、シロンスク県
- ロシアのカリーニングラード州

などの全域もしくは一部が該当する。

## 歴史
プロイセン州は第一次世界大戦敗戦によりプロイセン王国時代の領土のかなりの部分を失った。ポーゼン、西プロイセン、シュレージエン東部等がポーランドに割譲され、ダンツィヒは自由都市ダンツィヒとして国際連盟の管理下に置かれた。これにより東プロイセンはドイツ本土から孤島のように切り離された状態になり、東プロイセンとドイツ本土との往来にはポーランド領であるポーランド回廊を横切るか海を経由するしかなかった。
ドイツ皇帝兼プロイセン国王ヴィルヘルム2世の退位後、プロイセン州はすぐにプロイセン王国時代のプロイセン三級選挙制度などを廃止して全州民に平等に参政権を与えるなどの改革を急速にすすめ、結果、プロイセン州は左翼勢力の拠点と化していった。特に州都ベルリンは「赤いベルリン」と呼ばれるほどに左翼が強力であった。1919年から1932年までプロイセン州政府はドイツ社民党、中央党、ドイツ民主党の連立政権で成り立っていた（1921年から1925年にかけてはドイツ人民党も連立に参加していた）。プロイセン州では他の州と違って民主的な政党が支持され続けていたが、東プロイセンやヴェストファーレンなどの農村部では国家社会主義ドイツ労働者党（ナチス党）が支持を集めた。
社民党のオットー・ブラウンは、1920年から1932年までわずかな期間をのぞいてほぼプロイセン州首相の地位にあり続け、保守派や右翼を抑圧し続けたが、1932年7月20日にドイツ国首相フランツ・フォン・パーペンがプロイセン州が政府の命令に違反したとしてパウル・フォン・ヒンデンブルク大統領に大統領令を出させてクーデターを起こした。ブラウンはプロイセン州首相の座から追放され、他にプロイセン州内相カール・ゼーヴェリングやベルリン警視総監アルベルト・クシェジンスキ、副警視総監ベルンハルト・ヴァイスなども追放され、プロイセン州政府内の「ヴァイマル共和国派」「反ナチ派」「左翼」は根こそぎ一掃された。社民党はこれをもって保守・右翼勢力に屈し、ドイツ共産党が提案した首相パーペンに対抗するゼネストへの参加も拒否した。その後、ドイツ首相パーペンは、プロイセン州に国家弁務官（帝国委員）を設置し、自らが就任してプロイセンの統治にあたった。
1933年1月30日にヒトラー内閣が成立するとパーペンはドイツ副首相になるとともにプロイセン州首相に就任した。プロイセン州内相にはナチス党幹部のヘルマン・ゲーリングが就任した。さらに1933年4月にはパーペンから譲られてゲーリングがプロイセン州首相に就任した。
ゲーリングは社民党系官吏を一掃するとともにルドルフ・ディールスを長官にプロイセン州秘密警察（ゲシュタポ）を創設し、共産党員等の逮捕を進めた。さらに突撃隊員5万人、鉄兜団1万人をプロイセン州の補助警官として使用することを決定した。ゲーリングは、プロイセン州を半ば「ゲーリング王国」化していったが、これは中央集権化を目指すアドルフ・ヒトラーの方針と食い違った。結局、1934年4月20日にゲーリングは、ゲシュタポの指揮権をハインリヒ・ヒムラーに引き渡すこととなり、ヒムラーの下でゲシュタポはプロイセン州に限らず全ドイツの秘密警察となる。その後、プロイセン州およびプロイセン州首相の地位と権限は（他州と同様に）元来ナチス党の地方組織であった大管区（ガウ）と大管区指導者（ガウライター）に取って代わられ、有名無実化していった。また、大管区編成時においてはプロイセン州も複数の大管区に分割されている。
第二次世界大戦後、連合軍占領期の1947年2月25日に州の廃止が布告され、プロイセンは滅亡した。

## 歴代プロイセン自由州首相
- フリードリヒ・エーベルト（1918年11月9日‐1918年11月11日）（社民党）
- パウル・ヒルシュ（ドイツ語版）（1918年11月11日‐1920年3月27日）（社民党）
- オットー・ブラウン（1920年3月27日‐1921年4月21日）（社民党）
- アダム・シュテーガーヴァルト（ドイツ語版）（1921年4月21日‐1921年11月5日）（中央党）
- オットー・ブラウン（1921年11月5日‐1925年2月18日）（社民党）
- ヴィルヘルム・マルクス（1925年2月18日‐1925年4月6日）（中央党）
- オットー・ブラウン（1925年4月6日‐1932年7月20日（公式な解任は1933年2月6日））（社民党）
- プロイセン・クーデターにより国家弁務官が行政を監督（1932年7月20日‐1933年2月6日）
- フランツ・フォン・パーペン（1932年7月20日‐1932年12月3日）（無所属）
- クルト・フォン・シュライヒャー（1932年12月3日 - 1933年1月28日）（無所属）
- フランツ・フォン・パーペン（1933年1月30日‐1933年4月7日）（無所属）
- ヘルマン・ゲーリング（1933年4月10日‐1945年4月24日）（国家社会主義ドイツ労働者党）